# Tricholomopsis bambusina
Tricholomopsis bambusina es una especie de Tricholomopsis ubicado en China y Japón.

## Galería

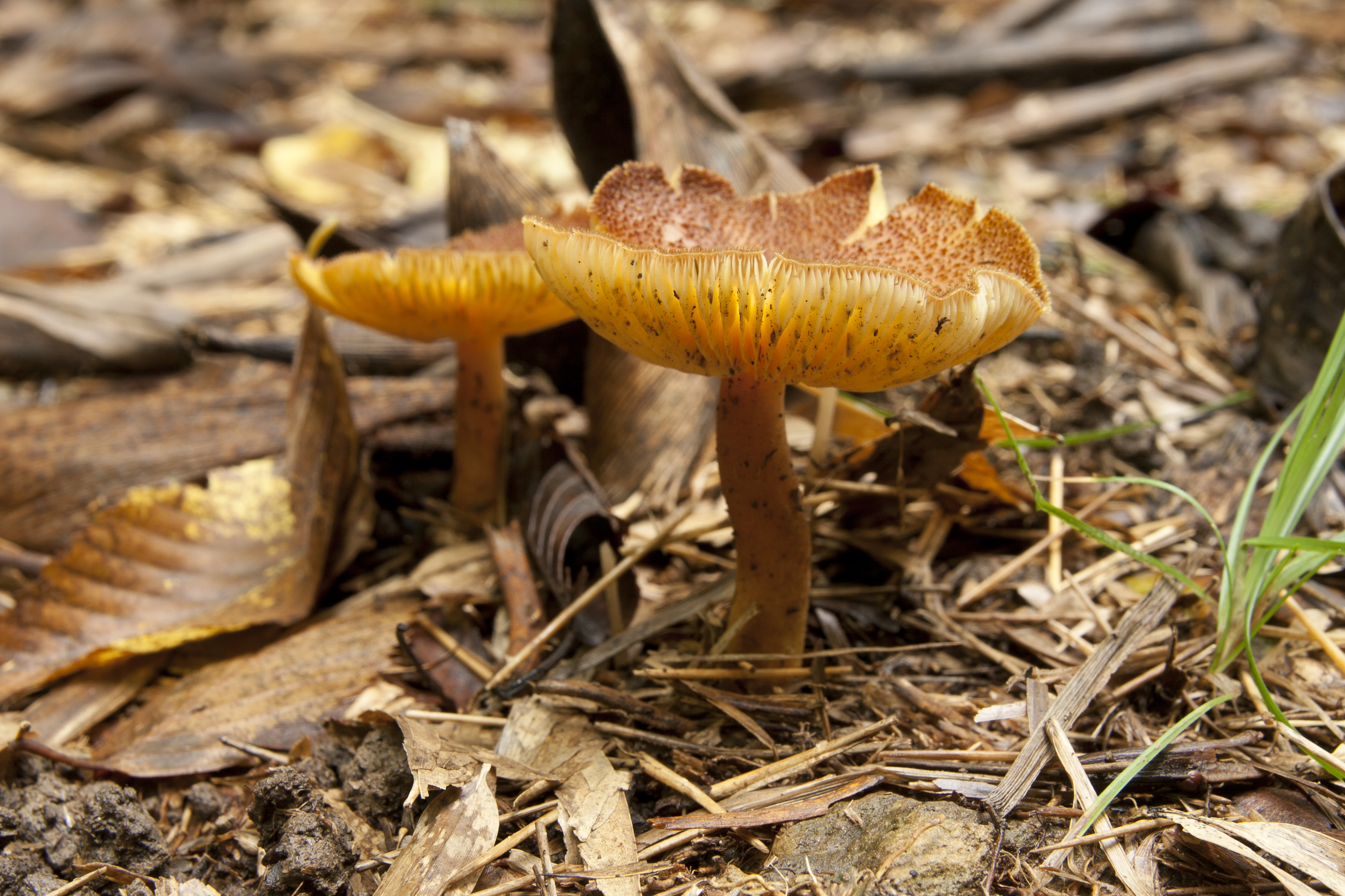
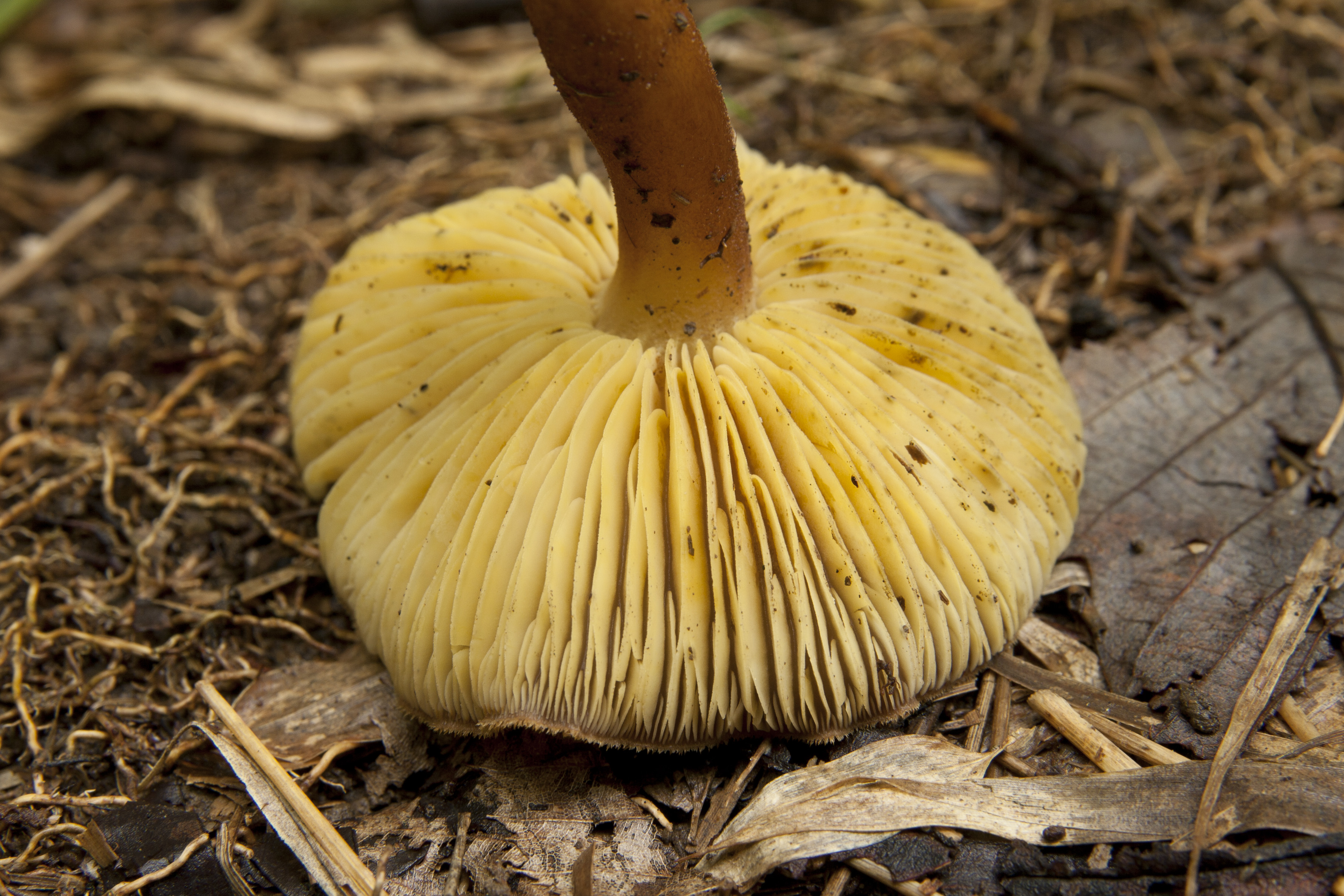
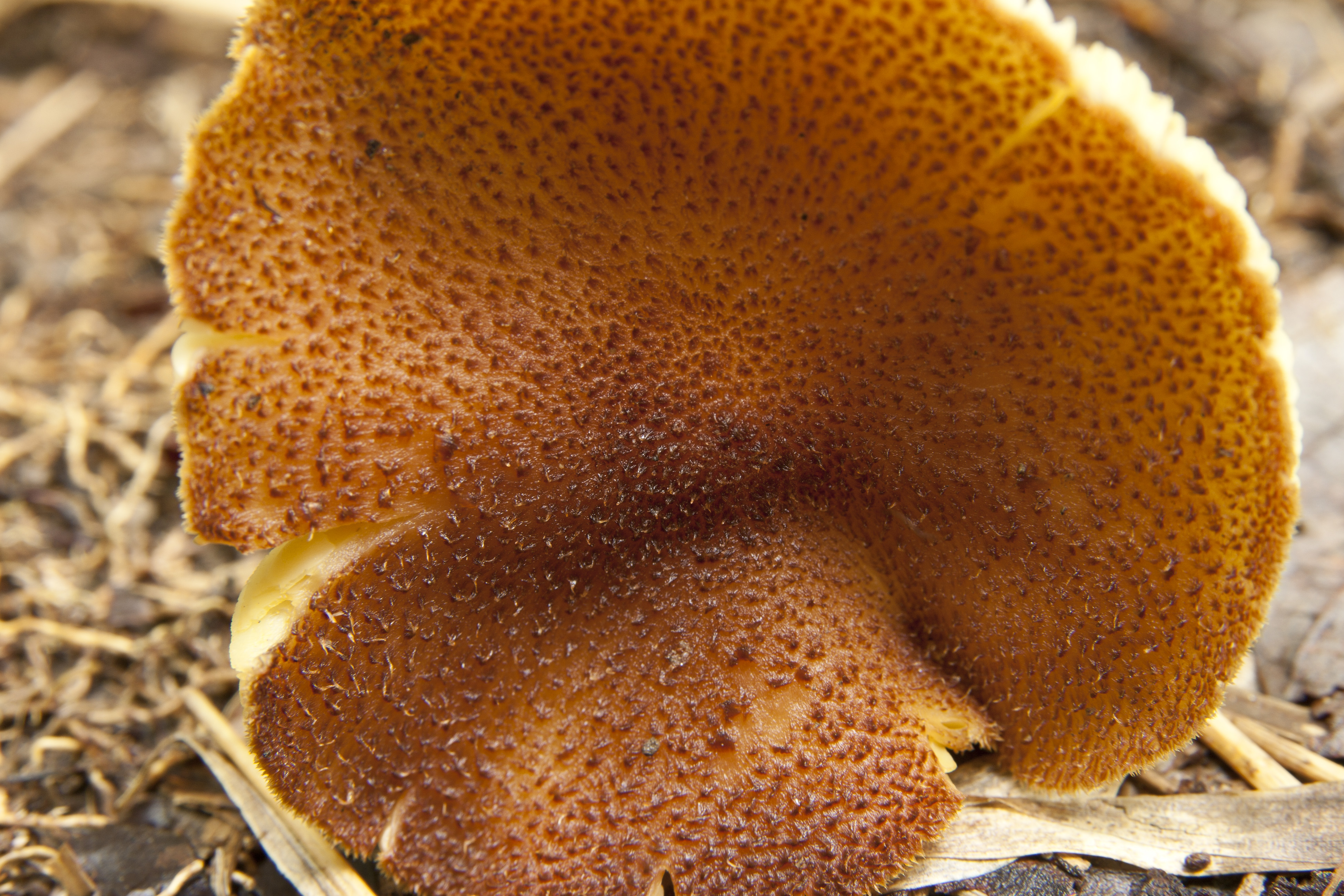
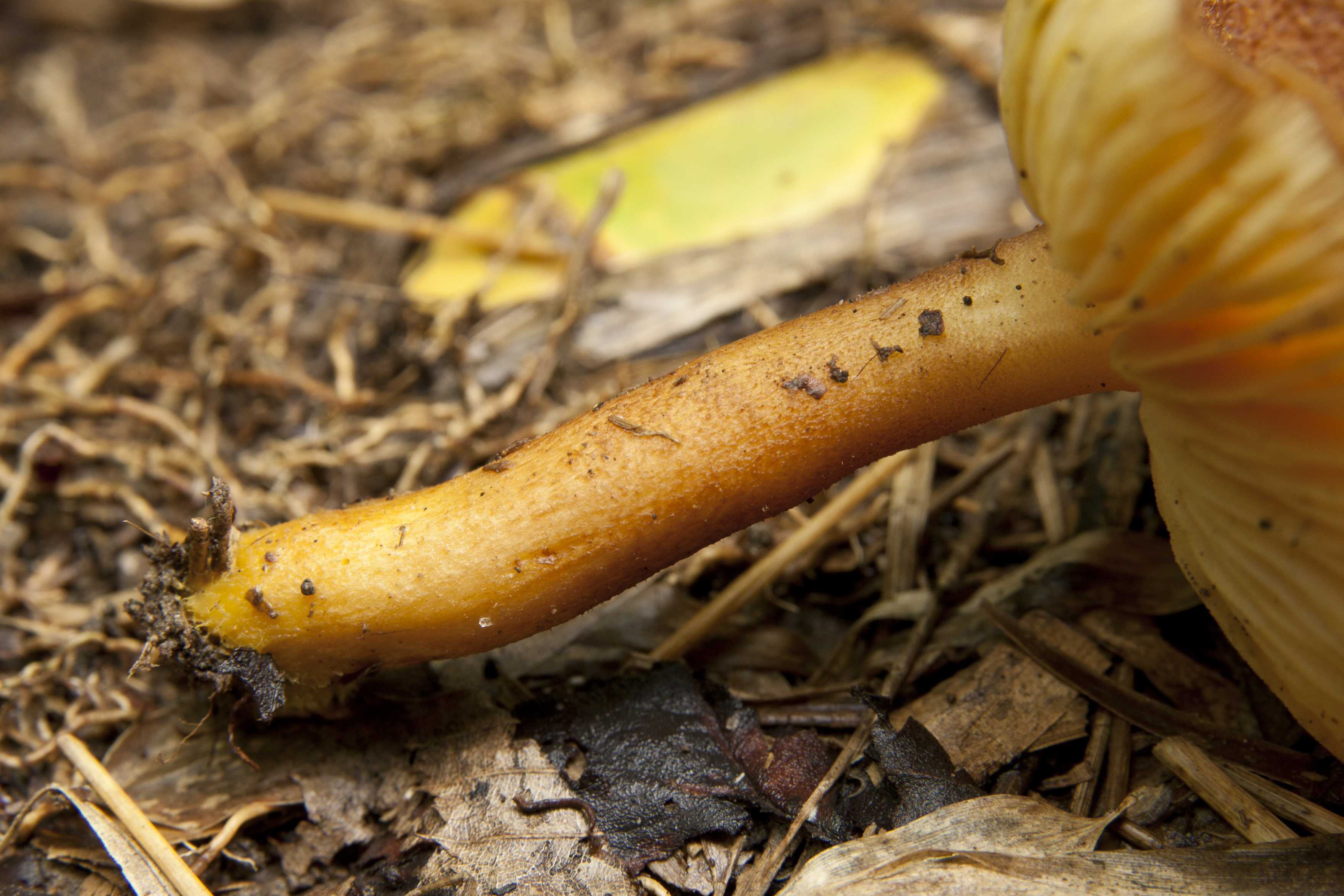